# R2 y el caso del cadáver sin cabeza
R2 y el caso del cadáver sin cabeza és una pel·lícula espanyola de 2005 dirigida per Álvaro Sáenz de Heredia, i protagonitzada per Sancho Gracia, Jesús Bonilla, Pep Munné, Javier Gurruchaga, Juan José Pardo, Sandra Collantes i Michelle McCain.
Álvaro Sáenz de Heredia (El robobo de la jojoya o Aquí llega Condemor) dirigeix i escriu aquest musical d'humor negre amb una banda sonora que compta amb Javier Gurruchaga (R2) com a protagonista. Juan José Pardo, un jove actor conegut per haver estat presentador del "Club Disney", interpreta a l'Inspector Cárdenas i Sancho Gracia a l'Inspector en Cap. Completen la formació actors com Jesús Bonilla o Pepe Carabias.

## Sinopsi
L'Inspector Rupérez, R2, no està en el seu millor moment. Les seves últimes missions es compten per fracassos amb les seves respectives bregues de l'Inspector en Cap que, a més, està gelós d'ell perquè rep cartes del Palau de la Zarzuela.
Encara que R2 sap que sempre pot refugiar-se en el bar de Didi, on pot escoltar la música que li agrada, el seu és el carrer, i per això, al costat del seu inseparable Inspector Cárdenas, tracta de resoldre tots els casos que se li posen per davant emprant qualsevol mètode al seu abast. Així transcorre la seva vida fins que un dia troba un cas amb el qual es pot lluir: el xantatge d'un ric home de negocis l'esposa dels quals està amenaçada de segrest. No obstant això, R2 i Cárdenas hauran de passar algunes proves realment dures per a resoldre el misteri.

## Repartiment
- Javier Gurruchaga... Inspector Rupérez "R2"
- Ángel Alcázar
- Alex Amaral ... 	Antoine
- Jesús Bonilla... 	Suïcida
- José Carabias 	 ... 	Taxista
- Sandra Collantes 	 ... 	Ana María
- Isaac Gracia
- Sancho Gracia... 	Inspector en cap
- Luchi López 	... 	Marga
- Michelle McCain... 	Didi
- Pep Munné... 	Robles
- Guillermo Ortega ... 	Justino
- Juanjo Pardo 	... 	Cárdenas

## Crítiques
| «                           | L'acumulació de desficacis és tal que mou al fregament ocular constant. (...) Dolenta | » |
| — Javier Cortijo, diari ABC |                                                                                       |   |

## Nominacions
Va obtenir un total de nou nominacions als Premis Godoy 2005: pitjor pel·lícula, director, actor, actriu de repartiment, guió, direcció artística, banda sonora, vestuari i perruqueria i maquillatge. Tanmateix, no en va guanyar cap, ja que fou superada en gairebé totes les categories per Hot milk.